# アッパーテン
Upper 10（アッパーテン）は、ローヤルクラウン・コーラ社から販売されているサイダーのブランドである。スプライト，7 Upとよく似た飲料である。
1933年にネヒコーポレーション（後のローヤルクラウン・コーラ）社の製品として発売された。Upper 10はローヤルクラウン・コーラ社の歴史を通じて、主要ブランドの一つであり続けた。しかし2000年にロイヤルクラウン・コーラ社がキャドバリーに買収され、ドクターペッパー/7 Upの経営の傘下に入ると、Upper 10のボトルの売り上げは急激に減少し、カフェインの入っていない7 Up（これはDr Pepper Snapple Group社が所有していた）に人気を奪われることとなった。
Upper 10は現在でもローヤルクラウン・コーラを世界各国で販売しているコット社によって、北米以外でも販売されている（日本では未販売）。